# ژدیرتس (ناحیه پلزن-جنوبی)
ژدیرتس (به چکی: Ždírec) یک منطقهٔ مسکونی در جمهوری چک است که در Plzeň-South District واقع شده‌است. ژدیرتس ۹٫۳۳ کیلومتر مربع مساحت و ۴۶۲ نفر جمعیت دارد و ۴۱۸ متر بالاتر از سطح دریا واقع شده‌است.